# Жуан Паулу Діаш Фернандеш
Жуан Паулу Діаш Фернандеш (порт. João Paulo Dias Fernandes), більш відомий як Паулінью (порт. Paulinho, нар. 9 листопада 1992, Барселуш) — португальський футболіст, нападник клубу «Спортінг» та збірної Португалії.

## Клубна кар'єра
Народився 9 листопада 1992 року в місті Барселуш. Вихованець футбольної школи клубу «Санта-Марія». У 2010 році він дебютував за команду в третьому дивізіоні Португалії, в якому провів два сезони, взявши участь у 39 матчах чемпіонату.
Влітку 2012 року Паулінью перейшов у «Трофенсі», у складі якого 12 серпня дебютував на професійному рівні в матчі Сегунди проти «Авеша». Всього за сезон у клубі з Трофи зіграв у 35 матчах другого дивізіону, в яких забив 11 голів.
Влітку 2013 року уклав контракт з клубом «Жіл Вісенте». 18 серпня в матчі проти «Академіки» він дебютував у Сангріш-Лізі, втім основним гравцем не став. У 2015 році клуб вилетів з еліти, але Паулінью залишився в команді і наступні два сезони був основним гравцем, втім повернути команду до Прімери не зумів, незваждаючи на те, що в останньому сезоні з клубом забив 19 голів, ставши другим бомбардиром турніру.
24 травня 2017 року нападник перейшов у «Брагу», підписавши чотирирічний контракт. 9 серпня в матчі проти лісабонської «Бенфіки» Паулінью дебютував за нову команду. Станом на 2 серпня 2018 року відіграв за клуб з Браги 30 матчів в національному чемпіонаті.

## Виступи за збірну
2012 року провів один товариський матч у складі молодіжної збірної Португалії проти однолітків з Шотландії (2:3). На молодіжному рівні зіграв в одному офіційному матчі.
У травні 2018 року він був включений тренером національної збірної Португалії Фернанду Сантушем в попередній список з 35 гравців на майбутній чемпіонат світу в Росії, втім в остаточну заявку з 23 гравців Паулінью не потрапив.

## Статистика виступів

### Статистика клубних виступів
| Сезон                   | Команда                 | Чемпіонат               | Чемпіонат | Чемпіонат | Національний кубок | Національний кубок | Національний кубок | Континентальні кубки | Континентальні кубки | Континентальні кубки | Інші змагання | Інші змагання | Інші змагання | Усього | Усього |
| Сезон                   | Команда                 | Ліга                    | Ігор      | Голів     | Ліга               | Ігор               | Голів              | Ліга                 | Ігор                 | Голів                | Ліга          | Ігор          | Голів         | Ігор   | Голів  |
| ----------------------- | ----------------------- | ----------------------- | --------- | --------- | ------------------ | ------------------ | ------------------ | -------------------- | -------------------- | -------------------- | ------------- | ------------- | ------------- | ------ | ------ |
| 2010–11                 | «Санта-Марія»           | ТД (ІІІ)                | 8         | 1         | КП+КЛ              | 2+0                | 0                  |                      | -                    | -                    |               | -             | -             | 27     | 0      |
| 2011–12                 | «Санта-Марія»           | ТД (ІІІ)                | 31        | 8         | КП+КЛ              | 4+0                | 2+0                |                      | -                    | -                    |               | -             | -             | 21     | 4      |
| Усього за «Санта-Марію» | Усього за «Санта-Марію» | Усього за «Санта-Марію» | 39        | 9         |                    | 6                  | 2                  |                      | -                    | -                    |               | -             | -             | 45     | 11     |
| 2012–13                 | «Трофенсі»              | СЛ (ІІ)                 | 35        | 11        | КП+КЛ              | 0+3                | 0                  |                      | -                    | -                    |               | -             | -             | 38     | 11     |
| 2013–14                 | «Жіл Вісенте»           | ПЛ                      | 20        | 1         | КП+КЛ              | 2+5                | 0+2                |                      | -                    | -                    |               | -             | -             | 27     | 3      |
| 2014–15                 | «Жіл Вісенте»           | ПЛ                      | 14        | 1         | КП+КЛ              | 2+2                | 0                  |                      | -                    | -                    |               | -             | -             | 18     | 1      |
| 2015–16                 | «Жіл Вісенте»           | СЛ (ІІ)                 | 42        | 7         | КП+КЛ              | 3+1                | 1+0                |                      | -                    | -                    |               | -             | -             | 46     | 8      |
| 2016–17                 | «Жіл Вісенте»           | СЛ (ІІ)                 | 36        | 19        | КП+КЛ              | 2+1                | 0                  |                      | -                    | -                    |               | -             | -             | 39     | 19     |
| Усього за «Жіл Вісенте» | Усього за «Жіл Вісенте» | Усього за «Жіл Вісенте» | 112       | 28        |                    | 18                 | 3                  |                      | -                    | -                    |               | -             | -             | 35     | 4      |
| Усього за кар'єру       | Усього за кар'єру       | Усього за кар'єру       | 186       | 48        |                    | 27                 | 5                  |                      | -                    | -                    |               | -             | -             | 119    | 10     |

## Титули і досягнення
- Володар Кубка португальської ліги (2):

«Брага»: 2019-20
«Спортінг»:  2021-22
- Чемпіон Португалії (2):

«Спортінг»: 2020-21, 2023-24
- Володар Суперкубка Португалії (1):

«Спортінг»: 2021